# Ignác Teiszenberger
Ignác Teiszenberger (11 de dezembro de 1880, data de morte desconhecida) foi um ciclista húngaro que competiu no ciclismo nos Jogos Olímpicos de Verão de 1912, representando a Hungria.